# Bison Dele
Bison Dele, né Brian Carson Williams le 6 avril 1969 et présumé mort le 7 juillet 2002, est un joueur de basket-ball américain évoluant au poste d'intérieur. Il est aussi connu pour avoir été l'un des compagnons de Madonna.

## Carrière de basketteur
Dele est né à Fresno, en Californie. Il est le second fils de Patricia Phillips et du chanteur Eugene Williams du groupe The Platters. Il joue à St. Monica Catholic High School à Santa Monica, Californie, où son maillot a été retiré. Il commence sa carrière universitaire à l'Université du Maryland, où il demeure une année à cause de sa mésentente avec ses coachs. Il est ensuite transféré à l'Université d'Arizona. Après avoir joué deux saisons à Arizona, il est sélectionné lors du premier tour de la draft 1991 en tant que dixième choix par le Magic d'Orlando.
Il joue deux saisons à Orlando, avant de rejoindre les Nuggets de Denver, avec qui il dispute deux saisons. En 1993-1994, il participe à 80 rencontres pour 8,0 points de moyenne par match. Il rejoint ensuite les Clippers de Los Angeles, où son temps de jeu augmente et réussit une moyenne de 15,8 points par match. Williams ne trouve pas d'équipe au début de la saison 1996-1997 car il exigeait un contrat trop important. Il signe finalement un contrat avec les Bulls de Chicago neuf matchs avant la fin de la saison régulière, devenant un joueur remplaçant important de l'effectif des Bulls dans la quête de leur cinquième titre de champions. Il termine sa carrière à l'issue de deux saisons avec les Pistons de Détroit, avec lesquels il réalise ses meilleures moyennes statistiques avec 16,2 points et 8,9 rebonds par match en 1997-1998. En 1998, il change son nom en Bison Dele en l'honneur de ses ascendants Amérindiens et Africains, disputant sa dernière saison sous ce nom. Des problèmes avec ses dirigeants et ses coéquipiers surviennent encore à Détroit, la franchise veut donc de le transférer. Dele décide alors d'arrêter complètement sa carrière de basketteur et de rendre 36 millions de dollars aux Pistons
Bison Dele, qui était connu pour son comportement excentrique, se retire soudainement de la NBA. Il met un terme à sa carrière à l'aube de la saison 1999-2000 à l'âge de 30 ans, alors qu'il était au sommet de sa carrière et était le joueur le mieux payé des Pistons.

## Disparition dans le Pacifique Sud
Après son départ de NBA, Bison Dele décide d'apprendre le violon, le saxophone et la trompette et de partir visiter le Liban. À la fin de son voyage, il s'envole vers l'Australie mais décide finalement d'être capitaine de bateau.
Le 6 juillet 2002, Dele et sa compagne, Serena Karlan, naviguent sur l'océan Pacifique en compagnie du skipper Bertrand Saldo sur le catamaran de Dele, le Hukuna Matata qu'il s'est acheté à Tahiti. Le frère de Dele, Miles Dabord (né Kevin Williams), était la seule personne à faire partie du voyage qui a été vue après le 8 juillet à Tahiti. Dele et Karlan avaient jusqu'alors maintenu le contact avec leurs proches. Le 19 juillet, Dabord est aperçu par des personnes, seul à bord du bateau. Les parents de Dele (habitants à Phoénix) s'inquiétant de ne pas avoir reçu de nouvelles depuis 2 mois, décident d'appeler les autorités de Tahiti pour qu'elles recherchent leur fils.
Le 5 septembre, la police organise une opération pour arrêter Dabord qui, lui, a imité la signature de son frère pour acheter pour 152 000 dollars d'or. Il a utilisé le passeport de Dele pour s'identifier et partir au Mexique à Tijuana. La police mexicaine découvrit plus tard que Dabord avait séjourné dans un hôtel de Tijuana. Deux jours auparavant, le Hukuna Matata, qui était enregistré à Tahiti sous un autre nom, fut retrouvé au large de Tahiti avec les plaques où figurait son nom démontées et de possibles impacts de balles dans la coque. Au même moment, Dabord téléphona à sa mère, Patricia Phillips, lui annonçant qu'il n'avait pas fait de mal à son frère et qu'il ne pourrait pas survivre en prison.
Le FBI, qui mena l'enquête aux côtés des autorités françaises, conclut que Dele, Karlan et Saldo furent probablement assassinés, et que leurs cadavres furent jetés par-dessus bord par Dabord. Étant donné que leurs corps ont probablement été jetés au milieu de l'océan Pacifique, il existe peu de chances que leurs dépouilles soient retrouvées.
Le 14 septembre, Dabord est retrouvé inconscient, dans le coma, sur une plage de Tijuana. Il s'est injecté une dose mortelle d’insuline et n’a pas pris son traitement pour l’asthme depuis plusieurs jours. Dans les jours qui précèdent, il confie à sa petite amie ce qui se serait passé sur le bateau. Serena serait morte à la suite d'une chute, Dele serait alors devenu fou et aurait tué Saldo. Dabord aurait tué Dele en état de légitime défense. Il se serait alors débarrassé des trois corps dans l'océan de peur que personne ne croie son histoire.
Il meurt dans l'hôpital californien le 27 septembre 2002. Après ce suicide, les officiers ne s'attendent pas à ce que l'enquête aboutisse.